# دورة مياه عامة

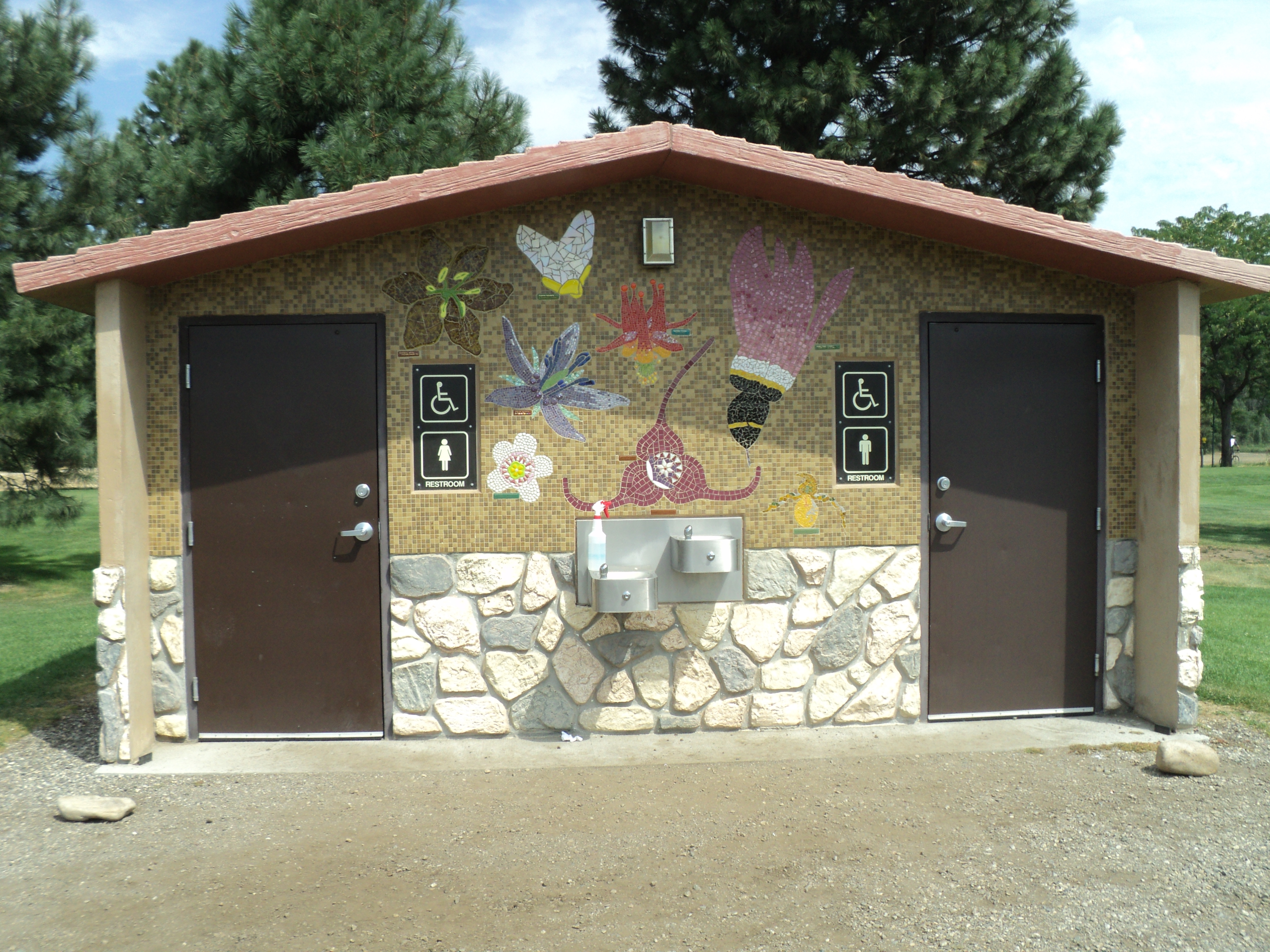
دورة مياه أمريكية عامة وتظهر الفن العام

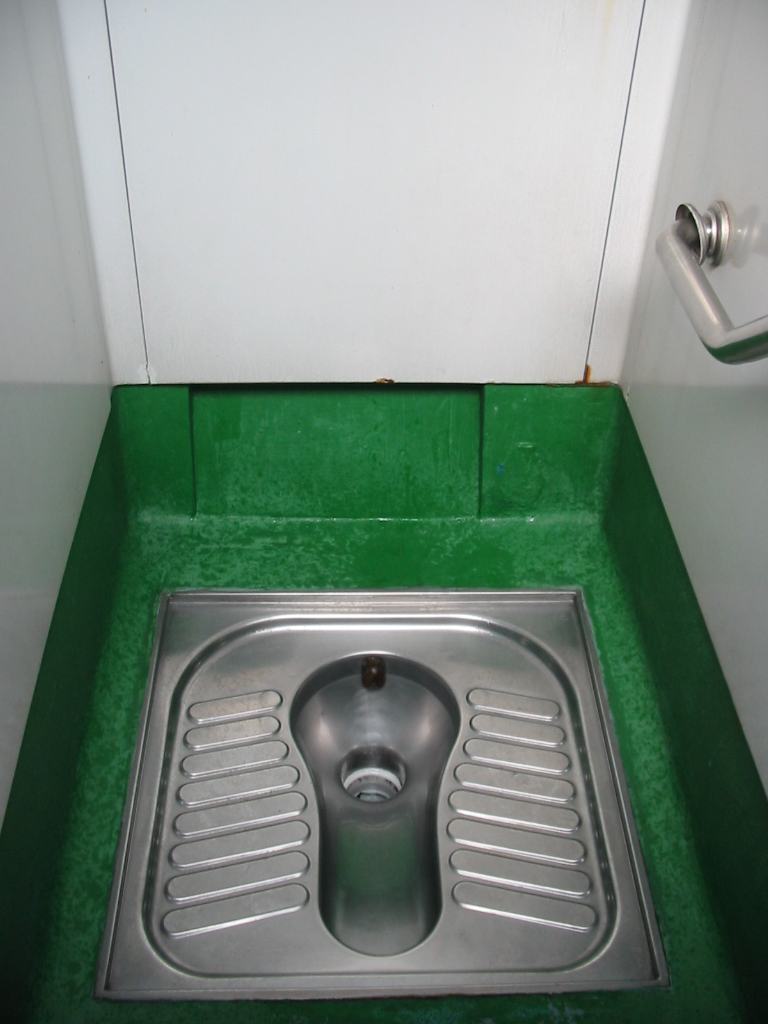
مرحاض القرفصاء عام في هونغ كونغ

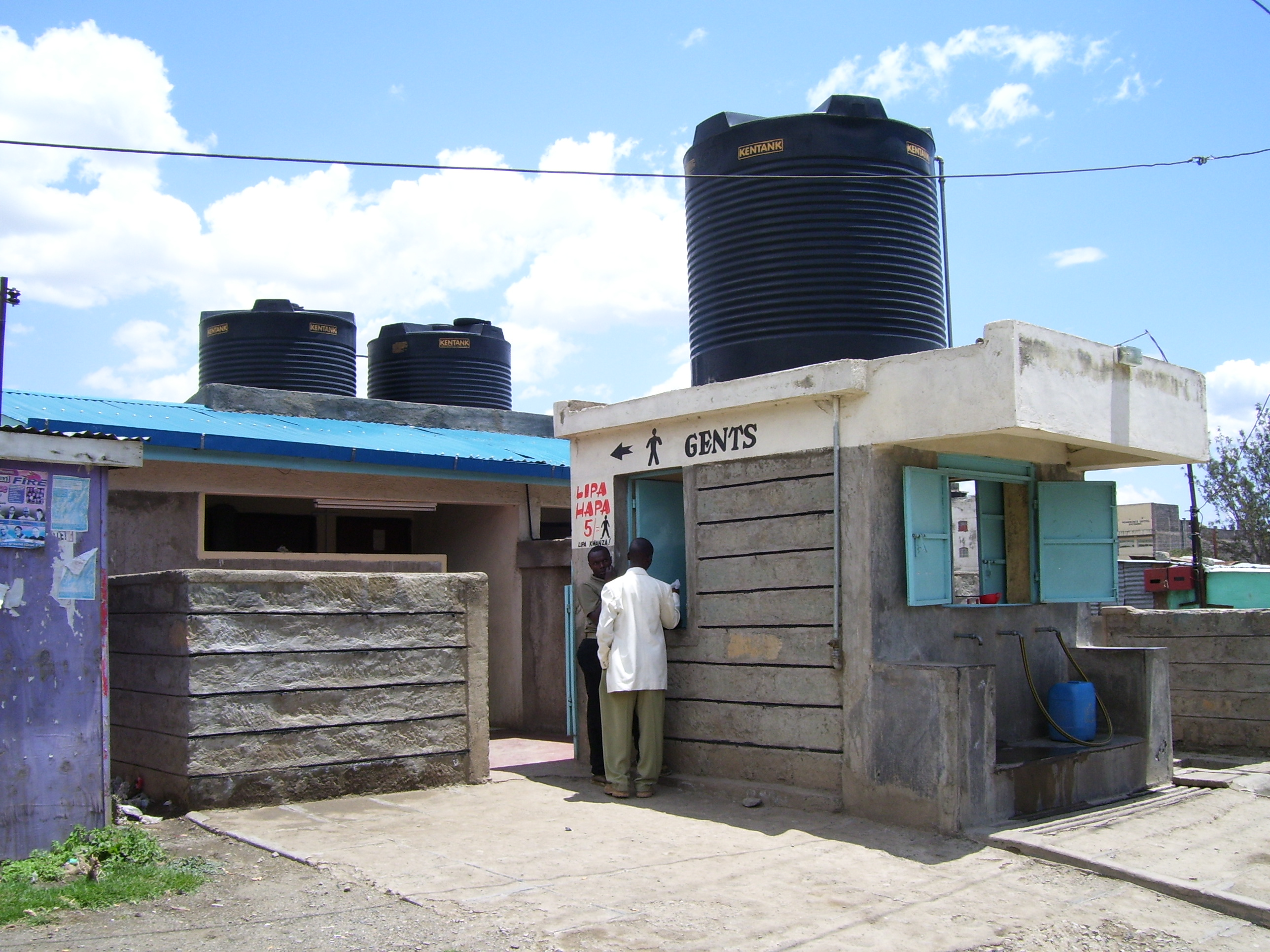
حمام عام يعمل بالدفع في كينيا

الحمام العام هو غرفة صغيرة، أو مبنى صغير يحتوي على حمام أو أكثر(وربما مباول أيضاً) وهو متاح لللإستخدام العام، أو لزبائن، أو موظفين لعمل محدد. دورات المياه العامة عادةً مفصولة بين الذكر والأنثى، بالرغم من أنه يوجد مختلط.
قد توفرالسطات المحلية الحمامات العامة أو بواسطة شركات تجارية. وقد يتوفر عاملين لإدارتها أو بدون عاملين. في العديد من الثقافات انه من المألوف ان تعطي بخشيش للعامل الذي يديرها; دورات المياه المدفوعة تدفع أجرة بسيطة للدخول، وبعض الأحيان الدخول يتم بواسطة عملة معدنية. 
دورات المياه العامة عادةً تكون متاحة في المدارس، المكاتب، المصانع، واماكن عمل أخرى; في المتاحف، السينمات، البارات، المطاعم، و أمامكن ترفيهية أخرى; في محطات القطارات، محطات التعبئة، و في مركبات المواصلات العامة التي تأخذ مسافات طويلة كالقطارات و الطائرات.
في العديد من الدول الأسيوية، الأفريقية والمسلمة، الحمامات العامة تأتي بنوع مرحاض القرفصاء، وهي تعتبر صحية لمنشأة مشتركة.

## الأنواع

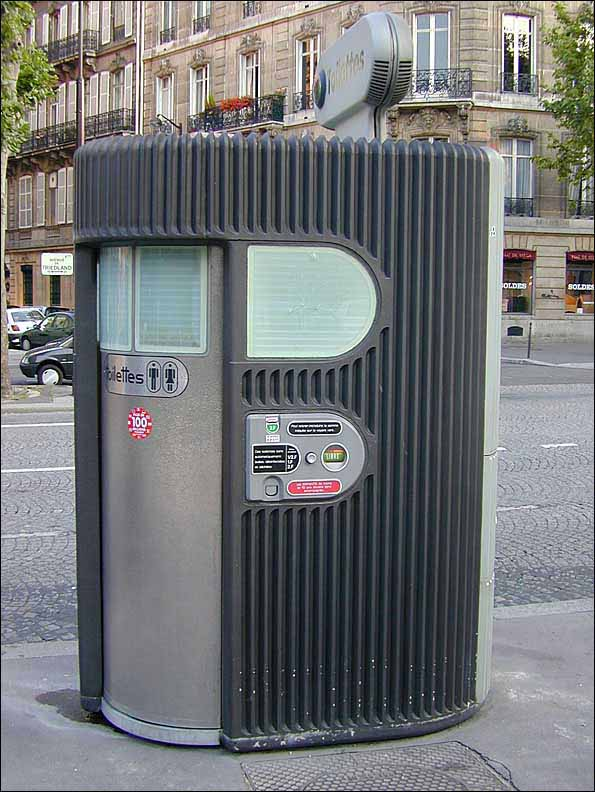
دورة مياه سانسيت الآلية، باريس، فرنسا

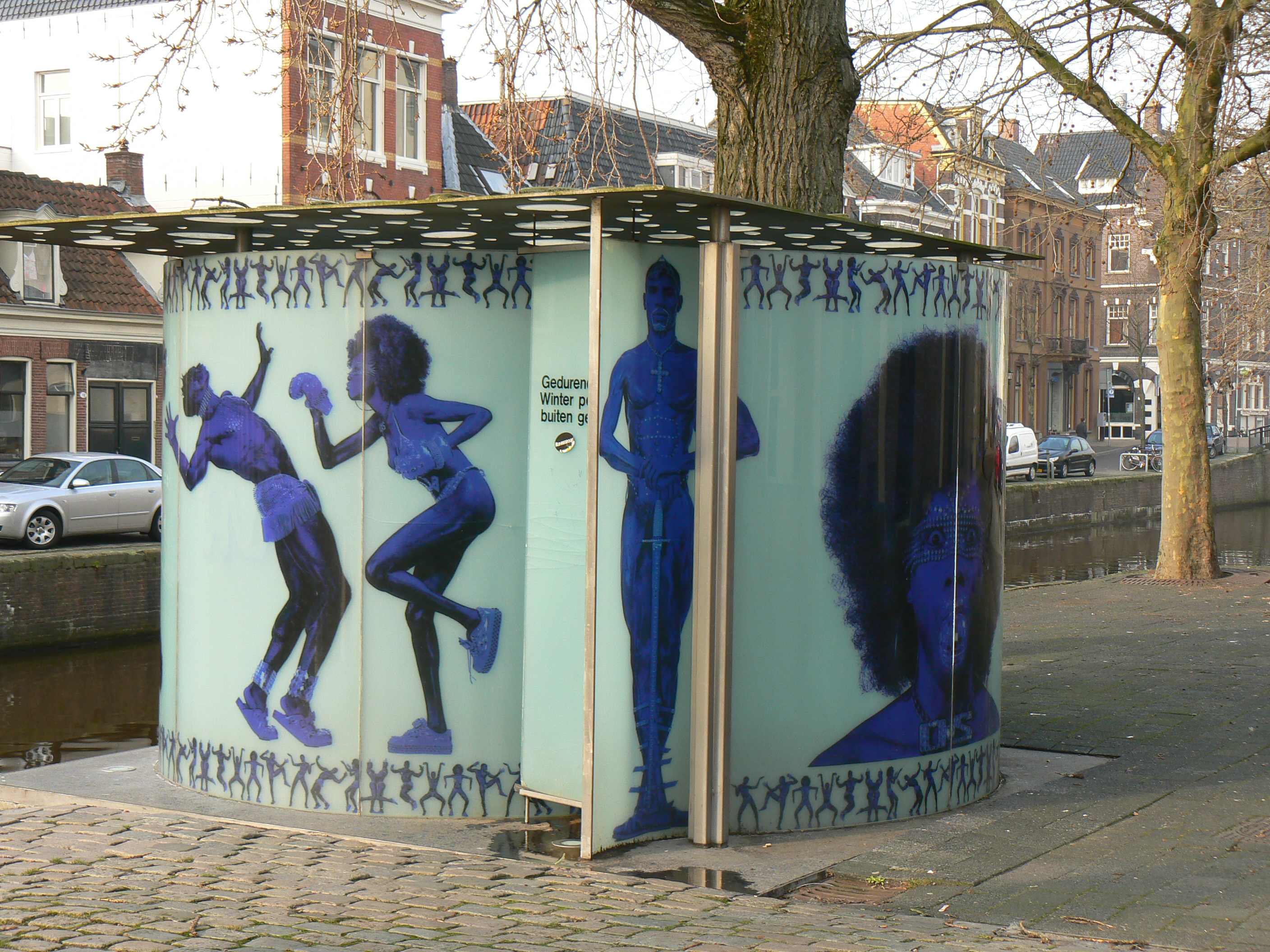
دورة مياه عامة صممت بواسطة ريم كولهاس، و اروين اولاف في خرونينغن، هولندا